# Santa Cruz de La Palma
Pour les articles homonymes, voir Santa Cruz et La Palma.
Santa Cruz de La Palma (litt. « Sainte-Croix de La Palma ») est une commune de la province de Santa Cruz de Tenerife dans la communauté autonome des Îles Canaries en Espagne. Elle est située sur la côte est de l'île de La Palma dont elle est la capitale.
La ville couvre une superficie de 43,38 km2. Son point le plus haut, 300 m, est San Pedro. Sa population est de 16 184 habitants (2014) pour une densité de 373 hab./km2.

## Géographie

### Localisation
|         | Puntallana             |                  |
| El Paso | Santa Cruz de La Palma | Océan Atlantique |
|         | Breña Alta             |                  |

Localisation de l'île de La Palma dans les Îles Canaries.
Localisation de Santa Cruz de La Palma dans l'île de La Palma.

### Divisions administratives
La ville est divisée en neuf barrios (quartiers) :
- La Luz ;
- San Telmo ;
- San Sebastián ;
- El Puente ;
- Benahoare ;
- La Alameda ;
- La Calle Real ;
- El Pilar ;
- El Marquito.

Et à la périphérie :
- Velhoco ;
- Las Nieves ;
- La Dehesa ;
- La Encarnación ;
- El Planton ;
- El Carmen ;
- Mirca.

### Villages de la commune
- Santa Cruz de la Palma (14 160)
- Miranda (1 039)
- Lomo del Centro (252)
- Velhoco (111)
- Juan Mayor (198)
- Cuesta del Llano de la Cruz (198)
- Lomo Espanta (157)
- Los Alamos (145)
- El Planto (130)
- Las Tierritas (118)
- Llano Grande (104)
- El Pocito (97)
- Las Toscas (67)
- El Morro (72)
- Roque de Arriba (74)
- Barranco del Rio (50)
- La Verada (68)
- La Portada (74)
- Candelaria (58)
- Las Nieves (19)
- Lomo de los Gomeros (12)
- El Dorador (9)
- El Fronton (5)
- Las Lajitas (16)

Entre parenthèses figure le nombre d'habitants de chaque village en 2007.

### Accès
- Par bateau : des ferries relient la ville à Cadix, Los Cristianos, Santa Cruz de Tenerife et Arrecife.
- Par avion : l'aéroport de La Palma se trouve à un peu plus de sept kilomètres au sud de la ville par la route LP-138 et l'autoroute LP-1.

### Climat
| Mois                                  | jan.     | fév.      | mars      | avril     | mai       | juin      | jui.      | août      | sep.      | oct.      | nov.      | déc.    | année     |
| ------------------------------------- | -------- | --------- | --------- | --------- | --------- | --------- | --------- | --------- | --------- | --------- | --------- | ------- | --------- |
| Température minimale moyenne (°C)     | 15,5     | 15,3      | 15,7      | 16,2      | 17,4      | 19,2      | 20,7      | 21,4      | 21,3      | 20,2      | 18,3      | 16,7    | 18,1      |
| Température moyenne (°C)              | 18,1     | 18        | 18,5      | 18,9      | 20        | 21,7      | 23,1      | 23,9      | 24        | 22,8      | 20,9      | 19,3    | 20,7      |
| Température maximale moyenne (°C)     | 20,6     | 20,7      | 21,2      | 21,6      | 22,6      | 24,1      | 25,5      | 26,3      | 26,6      | 25,5      | 23,5      | 21,8    | 23,3      |
| Record de froid (°C) date du record   | 9,4 1976 | 10,9 1992 | 10,2 1993 | 10 1970   | 11 1970   | 15,2 1971 | 14,9 2010 | 16,7 2011 | 16,4 2007 | 15,3 1999 | 10 1970   | 10 1970 | 9,4 1976  |
| Record de chaleur (°C) date du record | 27 2008  | 31 1977   | 34,2 2017 | 36,6 2008 | 32,4 2007 | 29,4 2013 | 38,4 2007 | 38 1976   | 36,8 1987 | 34,4 2014 | 31,6 2012 | 29 2019 | 38,4 2007 |
| Ensoleillement (h)                    | 141      | 146       | 177       | 174       | 192       | 188       | 222       | 209       | 187       | 175       | 140       | 138     | 2 106     |
| Précipitations (mm)                   | 49       | 57        | 33        | 18        | 7         | 2         | 1         | 1         | 12        | 41        | 70        | 80      | 369       |
| Nombre de jours avec précipitations   | 4,5      | 4         | 4,1       | 2,7       | 1,1       | 0,2       | 0,1       | 0,5       | 1,6       | 3,7       | 4,4       | 5,6     | 40,3      |
| Humidité relative (%)                 | 70       | 71        | 71        | 70        | 70        | 72        | 73        | 73        | 73        | 73        | 71        | 70      | 72        |
| Nombre de jours d'orage               | 0,2      | 0,3       | 0,1       | 0,1       | 0         | 0         | 0         | 0         | 0,1       | 0,2       | 0,4       | 0,3     | 1,9       |

| Diagramme climatique                                  |            |            |            |           |           |           |           |            |            |            |            |
| J                                                     | F          | M          | A          | M         | J         | J         | A         | S          | O          | N          | D          |
| 20,615,549                                            | 20,715,357 | 21,215,733 | 21,616,218 | 22,617,47 | 24,119,22 | 25,520,71 | 26,321,41 | 26,621,312 | 25,520,241 | 23,518,370 | 21,816,780 |
| Moyennes : • Temp. maxi et mini °C • Précipitation mm |            |            |            |           |           |           |           |            |            |            |            |

## Histoire

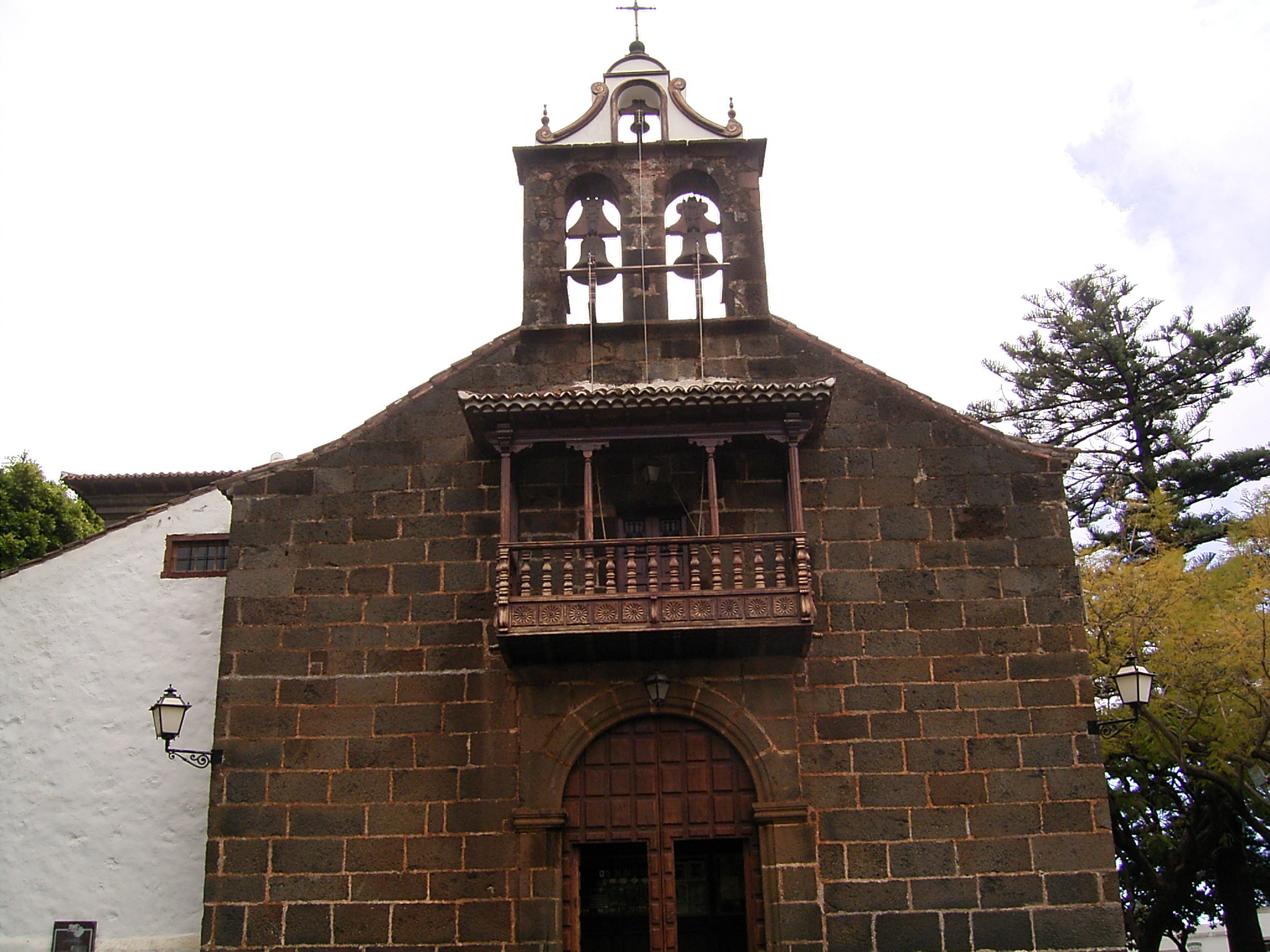
Sanctuaire royal de Notre-Dame-des-Neiges, patronne de La Palma.

Santa Cruz de La Palma fut fondée le 3 mai 1493 par Alonso Fernández de Lugo. Elle était alors située au bord d'une rivière, près d'une grotte nommée Tedote (aujourd'hui Cueva de Carías, au nord de la ville). Appelée Villa del Apurón, la ville était un port sur la route maritime vers les Amériques et exportait des produits de l'île comme la canne à sucre. Santa Cruz de La Palma fut attaquée et détruite par des pirates. Elle fut reconstruite et fortifiée afin de la protéger d'attaques futures. Parmi les plus célèbres fortifications, on trouve Castillo de Santa Catalina et Castillo de la Virgen.
Lors de la montée du fascisme en Espagne et de la guerre civile en 1936, Santa Cruz de La Palma résista et resta fidèle aux républicains jusqu'à l'arrivée des canonniers Canalejas le 25 juillet.
Lors de la transition démocratique de 1975 et des élections libres de 1979, la ville fut l'une des premières à élire un maire communiste du PCE.
Dans la municipalité est le Sanctuaire royal de Notre-Dame-des-Neiges, patronne de La Palma. Tous les cinq ans, la Bajada de la Virgen est célébrée à partir de son sanctuaire dans une zone montagneuse du centre-ville. Tous les 5 août la fête de Notre Dame des Neiges est célébrée.

## Patrimoine

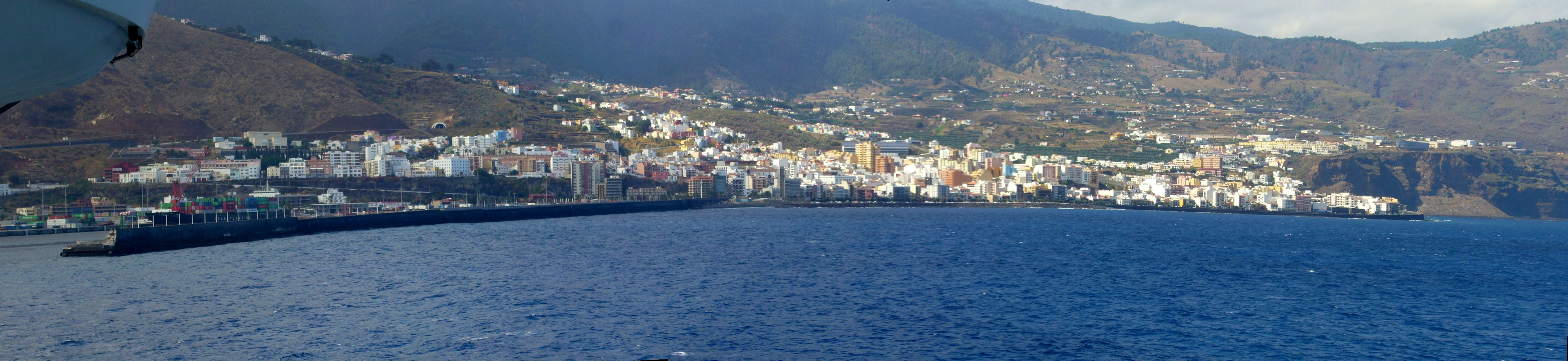
Santa Cruz de La Palma vue depuis la mer

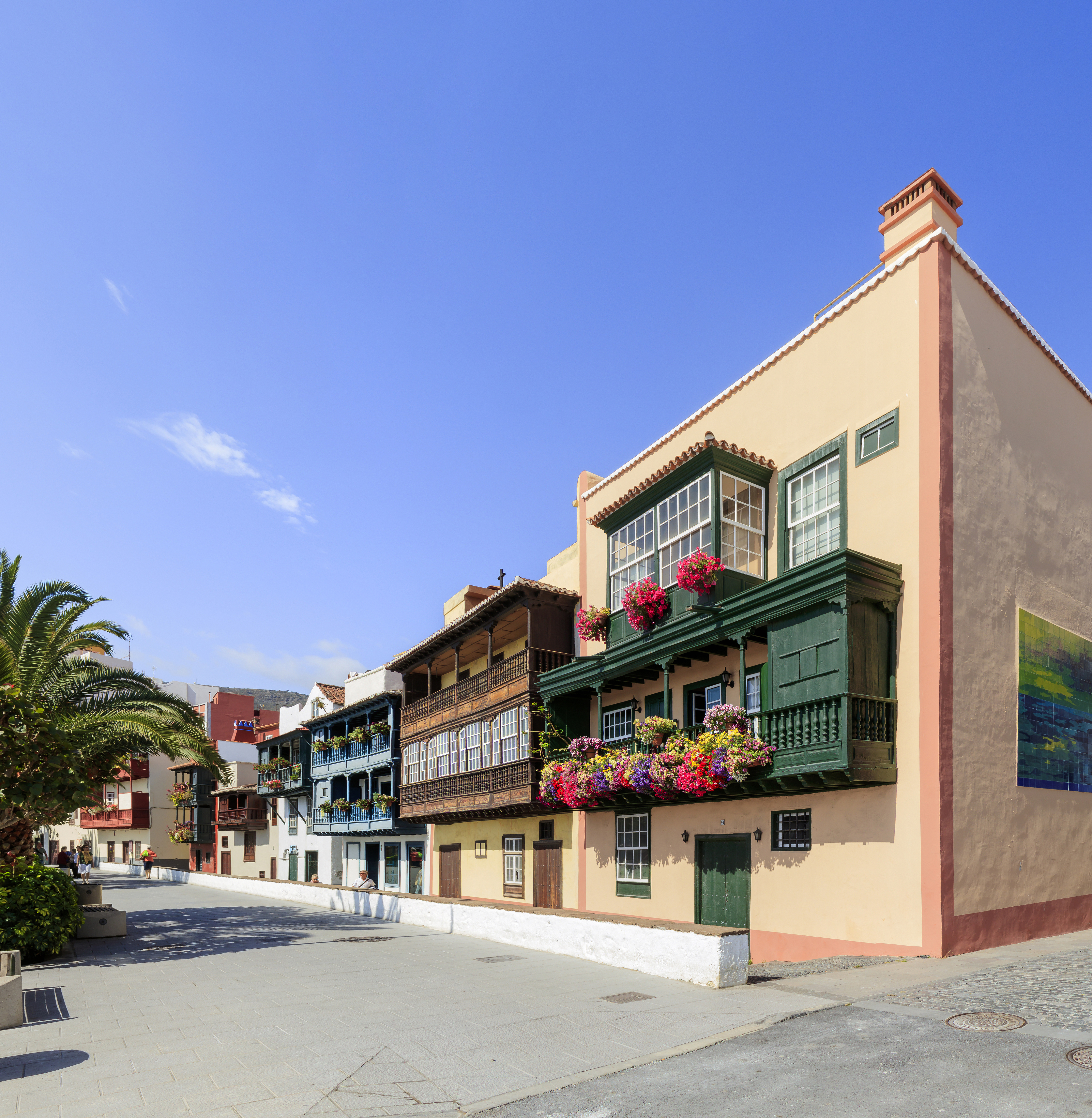
Maisons et balcons de la Avenida Maritima à Santa Cruz de La Palma. Mars 2019.

## Démographie
| Année | Population | Densité (hab./km2) |
| ----- | ---------- | ------------------ |
| 1900  | 11 000     | -                  |
| 1976  | 15 515     | -                  |
| 1980  | 18 000     | -                  |
| 1984  | 18 509     | -                  |
| 1991  | 17 205     | -                  |
| 1996  | 17 265     | -                  |
| 2001  | 17 265     | 401,51             |
| 2002  | 18 228     | -                  |
| 2003  | 18 201     | 216,26             |
| 2004  | 17 857     | 399,4              |
| 2005  | 17 788     | 412,35             |
| 2006  | 17 640     | 406,64             |

## Personnalités liées à la ville
- Félix Francisco Casanova (1956-1976[4]), poète et écrivain[5].